# Peter Osborne
Peter Osborne (19 dicembre 1950) è un ex calciatore inglese, di ruolo attaccante.

## Carriera

### Club
Proveniente dal Gravesend & Northfleet, nel 1980 Osborne ha firmato per i norvegesi dell'Haugar, compagine all'epoca militante in 2. divisjon, secondo livello del campionato norvegese. In virtù della finale raggiunta nel Norgesmesterskapet 1979, la squadra ha partecipato alla Coppa delle Coppe 1980-1981.
Il 16 settembre 1980, Osborne ha giocato la prima partita in questa manifestazione, venendo schierato titolare nel pareggio per 1-1 maturato sul campo del Sion: è stato lui a siglare la rete in favore della sua squadra. Nel campionato 1980, l'Haugar ha conquistato la promozione in 1. divisjon. La squadra è retrocessa l'anno successivo.
Con la maglia dell'Haugar, Osborne ha disputato complessivamente 247 incontri.